# スカーレット
スカーレット（英語: scarlet）は、色名の1つ。やや黄味の赤を表す。エカルラート（フランス語: écarlate）、スカーレットレッドとも。
鮮やかな純色とされることが多いが、JIS Z 8102:2001では、ややくすんだ色とされている。
ペルシャ語の سقرلات (saqirlāt) が語源で、本来は茜染めの高級織物の意味である。しかし、ヨーロッパでスカーレットに使われたのは、動物（昆虫）性染料のケルメス（クリムゾンにも使われた）やコチニール（カーマインにも使われた）である。
伝統的に、炎の色とされる。また、ストロンチウムの輝線スペクトルはスカーレットとされるが、波長640.8 nm、650.4 nm、687.8 nm、707.0 nmからなる。

## 緋色
緋色（ひいろ）は、植物のアカネの根を原料とする茜染の一種で、濃く暗い赤色を茜色というのに対して、最も明るい茜色を緋色という。和訓では「あか」「あけ」とも読む。
アカネと紫根を重ねて染め、深みを出した紫褐色を深緋（ふかひ、こきひ、こきあけ）別名は黒緋（くろあけ）、アカネに紅花の染料を重ね染めした明るい赤色は紅緋、アカネだけで染めた色は浅緋（あさあけ、うすあけ）、などの色がある。
平安時代にはアカネに替わって支子の黄色と蘇芳の赤を混ぜて明礬を触媒として作った紅緋を生み出すことも行われ、後にはこれも緋色と呼ぶようになった。日本では大和朝廷時代より緋色が官人の服装の色として用いられ、紫に次ぐ高貴な色と位置づけられた。
養老律令衣服令には、四位は深緋、五位は浅緋、すなわち緋色の官服を用いることが定められ、それより下の位の官人には着用できない禁色となった。以後、緋色は中級官人の色として知られるようになり、多くの文学作品にも登場するようになった。また、武士にも用いられて『平家物語』などの軍記物語には緋の腹巻や緋威（ひおどし）の鎧が登場する。江戸時代には庶民の衣装にも広く用いられた。
緋色はスカーレットとはしばしば同一視される。『緋色の研究』 A Study in Scarlet など、scarletが緋色と訳されることも多い。緋色は茜の赤色色素プルプリンを高純度に精製した染料の色である。それに対し茜色は、茜を精製せずに使った染料の色で、緋色より沈んだ赤である。

## 猩紅
scarletは猩紅（しょうこう）・猩紅色と訳されることもある。
猩は猩々に同じで、中国の想像上の動物である。猩々は禺（オナガザル）に似た人面の獣で、顔と毛が赤く、その血はさらに鮮やかな赤色だとされた。猩紅はその血の色である。
猩血（しょうけつ）、猩々緋（しょうじょうひ）もほぼ同じ意味である。

## スカーレットにちなんだもの
- 動物
  - コンゴウインコ (scarlet macaw)
  - ショウジョウトキ (scarlet ibis)
  - アカフウキンチョウ (scarlet tanager)
  - ヒムネタイヨウチョウ (scarlet-chested sunbird)
  - クレナイミツスイ (scarlet honeyeater)
- その他の生物
  - アカバナルリハコベ (scarlet pimpernel)
  - ツタノハルコウ (scarlet creeper)
  - ベニチャワンタケ (scarlet elf cup)
- その他
  - 猩紅熱 (scarlet fever)

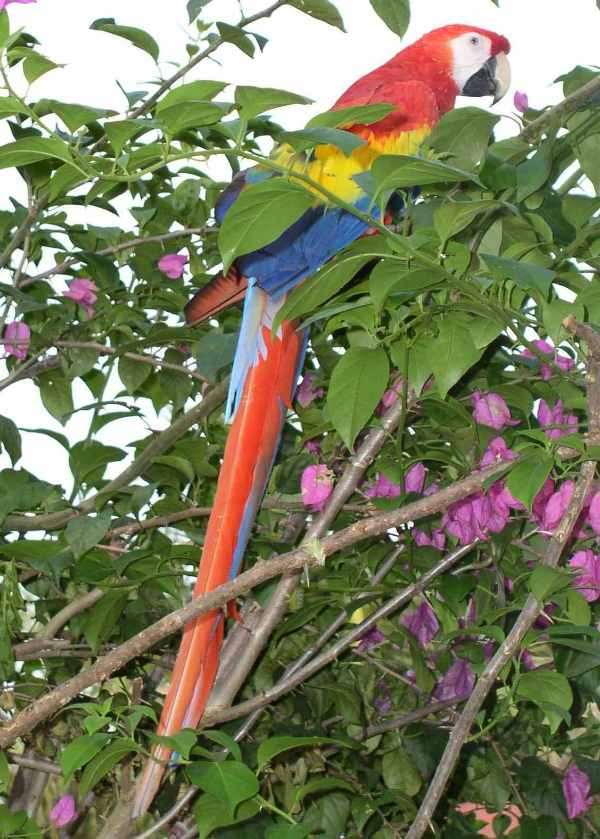
コンゴウインコ
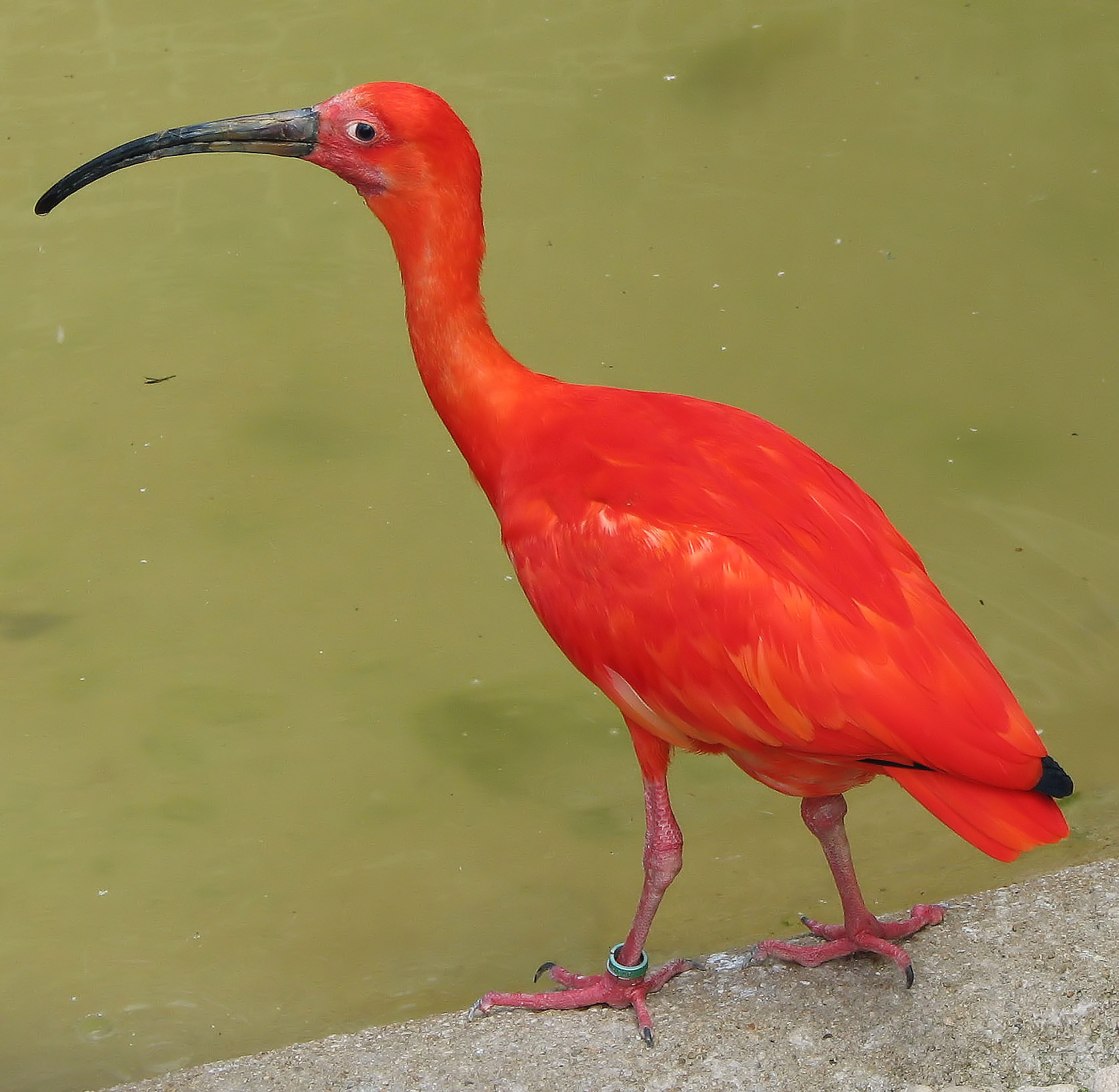
ショウジョウトキ
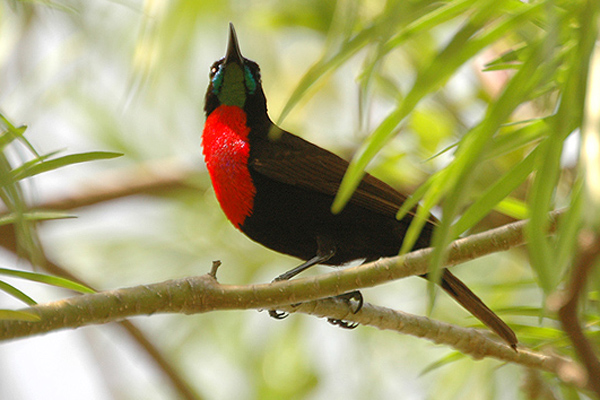
ヒムネタイヨウチョウ
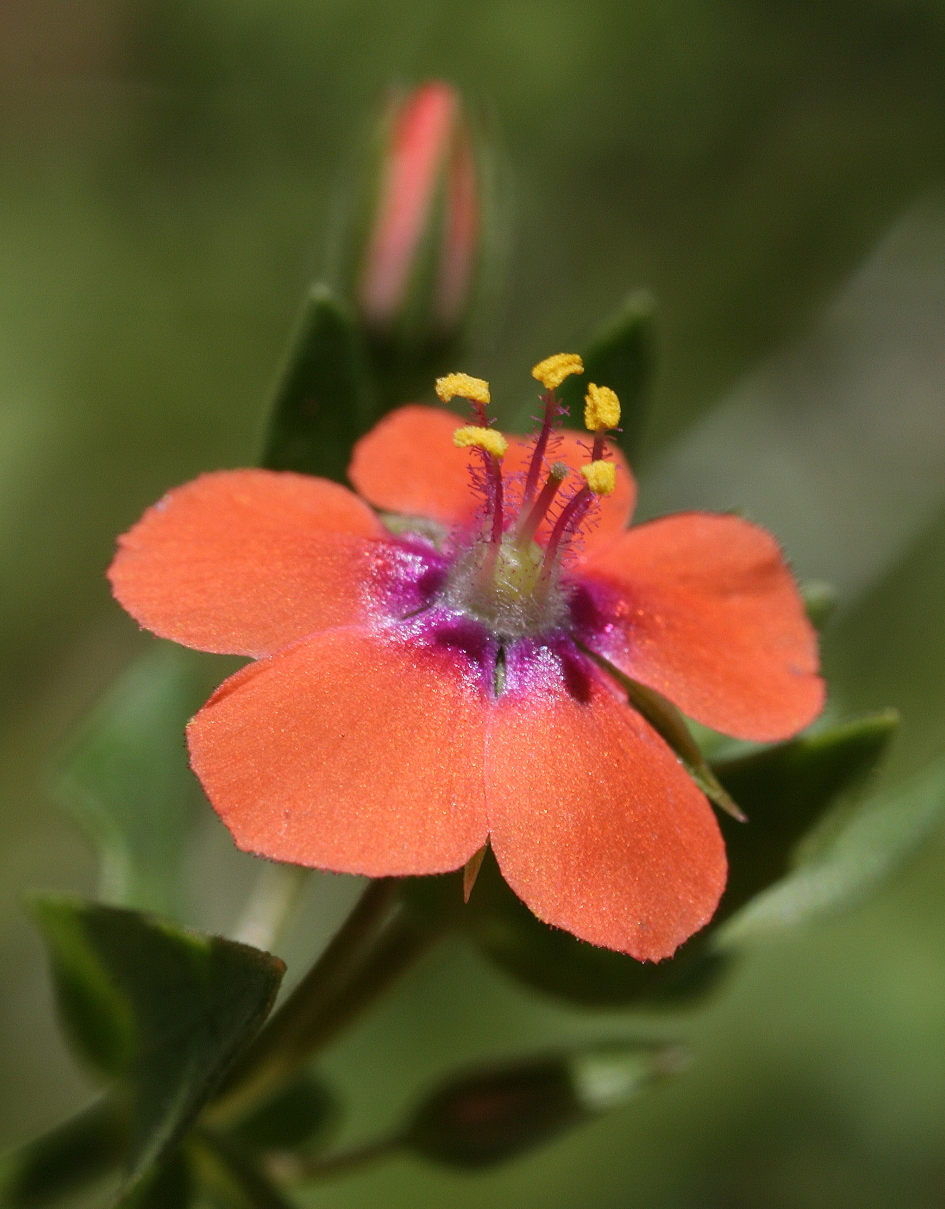
アカバナルリハコベ
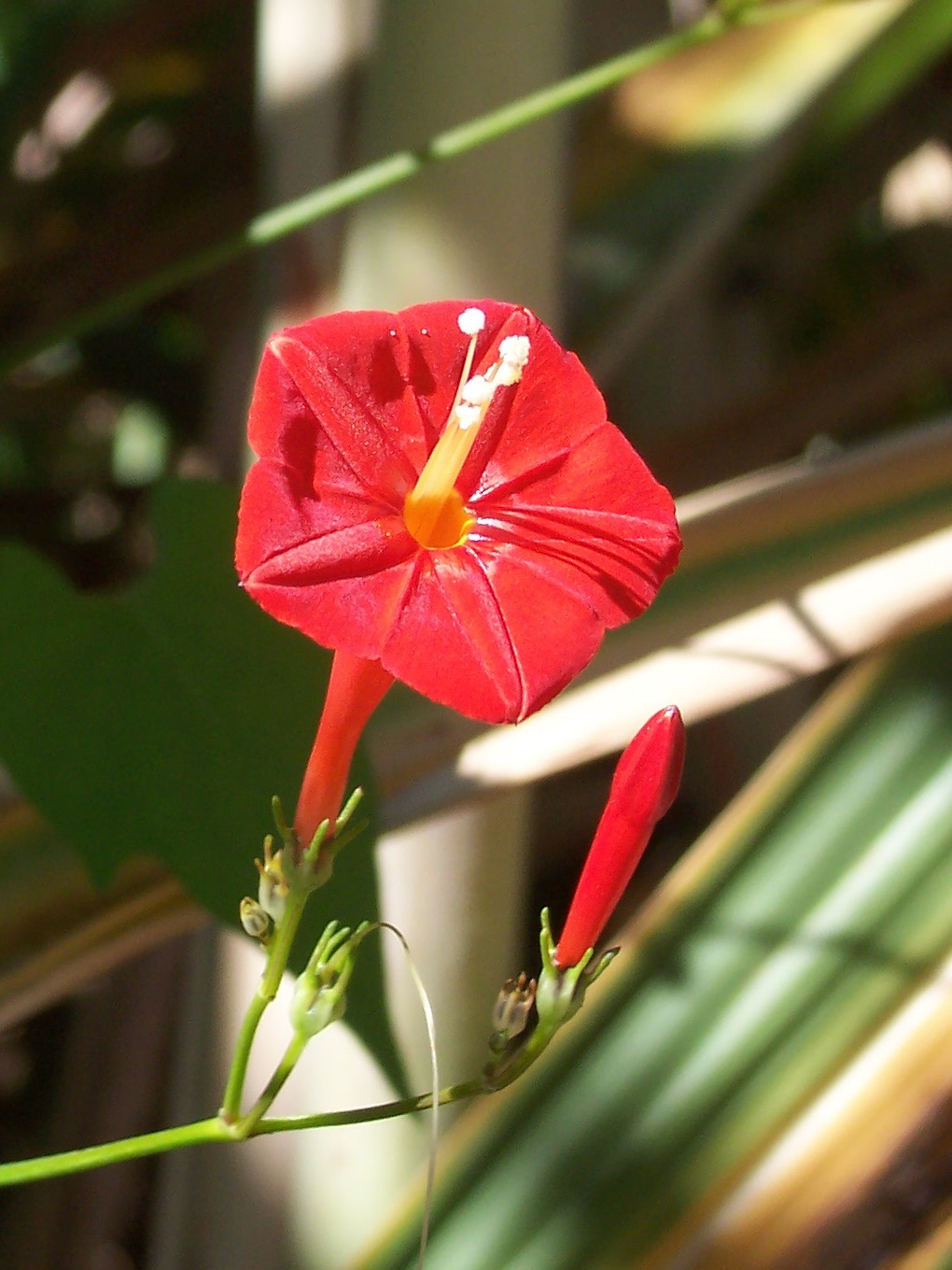
ツタノハルコウ
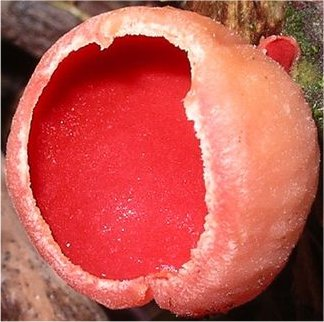
ベニチャワンタケ

スカーレットはラテン語でcoccinellaといい、てんとう虫の学名でもある。
有名なナナホシテントウはイタリアではcoccinellaといわれ親しまれている。

## 類似色
- 赤
- 紅色
- 真紅（深紅）
- 朱色
- バーミリオン
- クリムゾン
- カーマイン
- 茜色
- ピュース